# Crambus floridus
Crambus floridus là một loài bướm đêm trong họ Crambidae.